# Suka Bangun
Suka Bangun is een bestuurslaag in het regentschap Palembang van de provincie Zuid-Sumatra, Indonesië. Suka Bangun telt 17.491 inwoners (volkstelling 2010).